# Jeon Ki-young
Jeon Ki-young (in hangŭl: 전기영; 11 luglio 1973) è un ex judoka sudcoreano.

## Palmarès

### Olimpiadi
- 1 medaglia:
  - 1 oro (Atlanta 1996 nei -86 kg)

### Mondiali
- 3 medaglie:
  - 3 ori (Hamilton 1993 nei -78 kg; Chiba 1995 nei -86 kg; Parigi 1997 nei -86 kg)

### Campionati asiatici
- 2 medaglie:
  - 1 oro (Nuova Delhi 1995 nei -86 kg)
  - 1 bronzo (Ho Chi Minh 1996 nei -86 kg)